# 파스칼 뒤켄

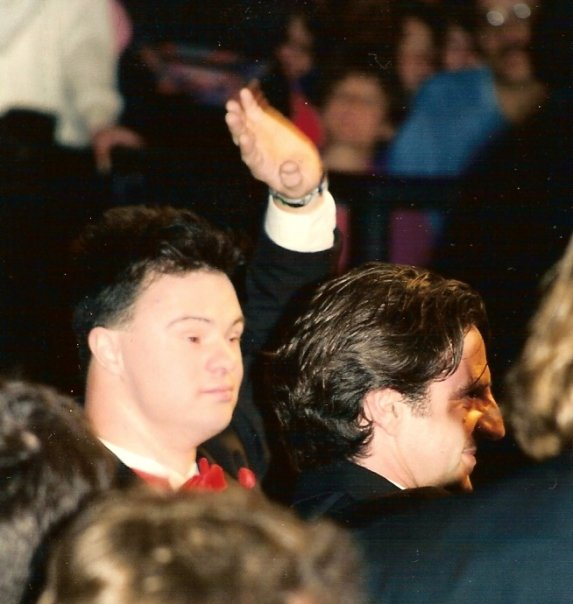

파스칼 뒤켄(Pascal Duquenne, 1970년 8월 8일 ~ )은 벨기에의 배우이다.

## 영화
- 이웃집에 신이 산다 (2015년)
- 미스터 노바디 (2009년)
- 더 룸 (2006년)
- 제8요일 (1996년) - 조지 역
- 토토의 천국 (1991년)